# Western Pacific Railroad
az első transzkontinentális vasútvonalat építő vasúttársasághoz lásd: Western Pacific Railroad Company
A Western Pacific Railroad (WP) egy I. osztályú vasúttársaság volt az Amerikai Egyesült Államokban. 1903-ban alakult, hogy megpróbálja megtörni a Southern Pacific Railroad közel monopolhelyzetét az észak-kaliforniai vasúti szolgáltatásban. A WP Feather River Route-ja közel 80 éven keresztül közvetlenül versenyzett az SP Overland Route-jának az SP által üzemeltetett részével a Salt Lake City/Ogden és Oakland közötti vasúti forgalomért. A Western Pacific volt a California Zephyr személyszállító járat egyik eredeti üzemeltetője.
1982-ben a Western Pacificet felvásárolta a Union Pacific Corporation, és hamarosan beolvadt a Union Pacific Railroadba.

## Története
Az eredeti Western Pacific Railroad (1862-1870) 1862-ben jött létre, hogy megépítse az első transzkontinentális vasútvonal legnyugatibb szakaszát Sacramento és a kaliforniai San José (később Oakland) között. A Sacramentótól Oaklandig tartó utolsó szakasz befejezése után a társaság 1870-ben beolvadt a Central Pacific Railroadba.